# R. Paul Butler
Pour les articles homonymes, voir Butler.
Cet article possède un paronyme, voir Paul Butler.
Paul Butler, né en 1960 à San Diego (États-Unis), est un astronome américain qui recherche des planètes extrasolaires.
Il a obtenu un BA et un MS à l'université d'État de San Francisco, réalisé une thèse de Master avec Geoffrey Marcy, puis a terminé ses études de doctorat à l'université du Maryland à Collège Park en 1993. Son travail de thèse portait sur la conception d'un spectrographe très sensible destiné à détecter les planètes extrasolaires en mesurant les variations de vitesse radiale de leurs étoiles parentes. Depuis 1999, il fait partie du personnel scientifique de l'Institut Carnegie de Washington.
Butler et Geoffrey Marcy ont partagé la médaille Henry Draper en 2001 et le prix Beatrice M. Tinsley en 2002. Il a été nommé « scientifique de l'espace de l'année » par Discover Magazine en 2003. 